# جرالدین فیرر
جرالدین فِیرِر (انگلیسی: Geraldine Farrar؛ ۲۸ فوریهٔ ۱۸۸۲ – ۱۱ مارس ۱۹۶۷) یک خوانندهٔ اپرای سوپرانو و هنرپیشه اهل ایالات متحده آمریکا بود. وی بین سال‌های ۱۹۰۱ تا ۱۹۲۲ میلادی فعالیت می‌کرد.
از فیلم‌های او می‌توان به کارمن اشاره کرد.

## نگارخانه

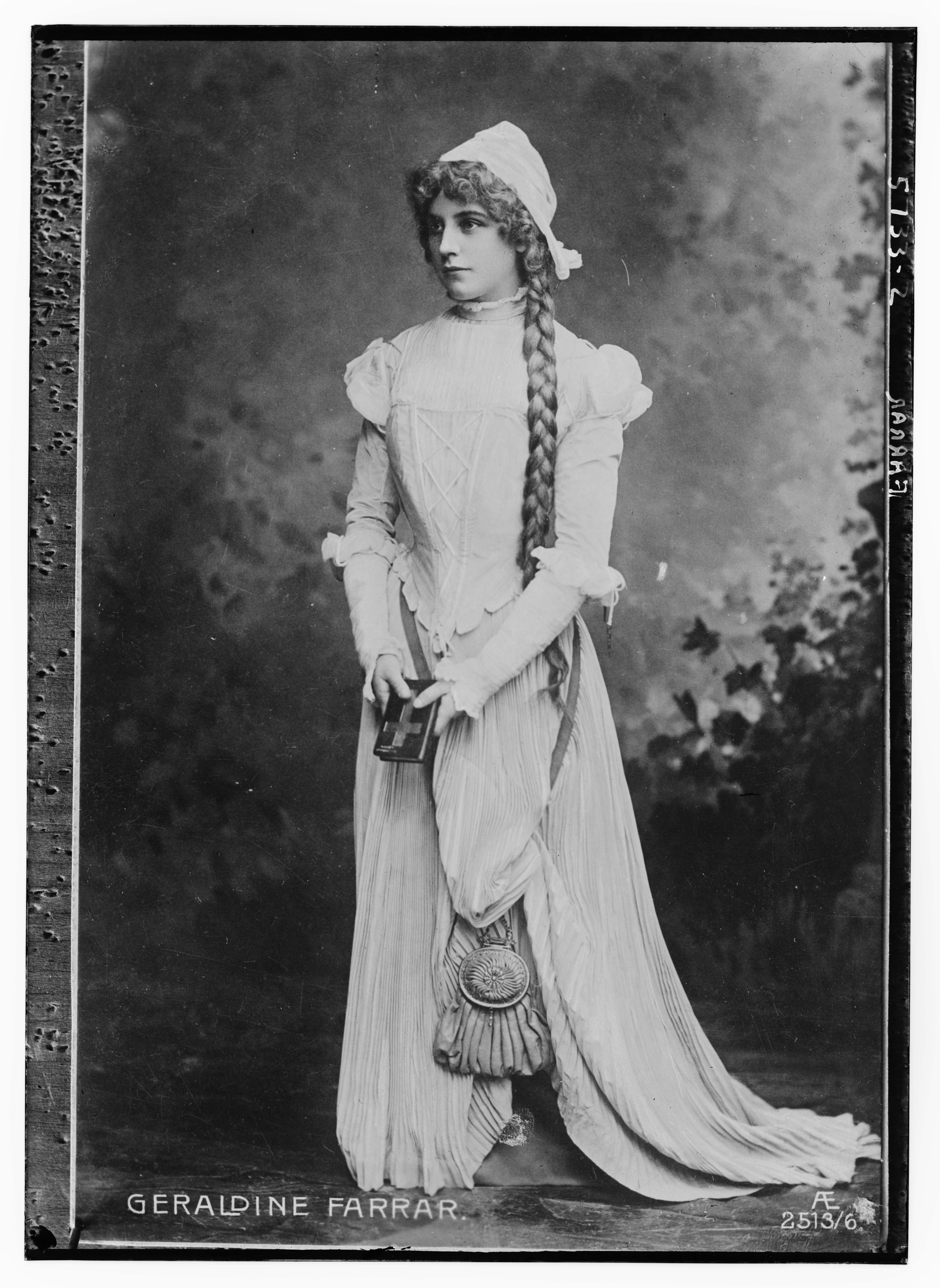
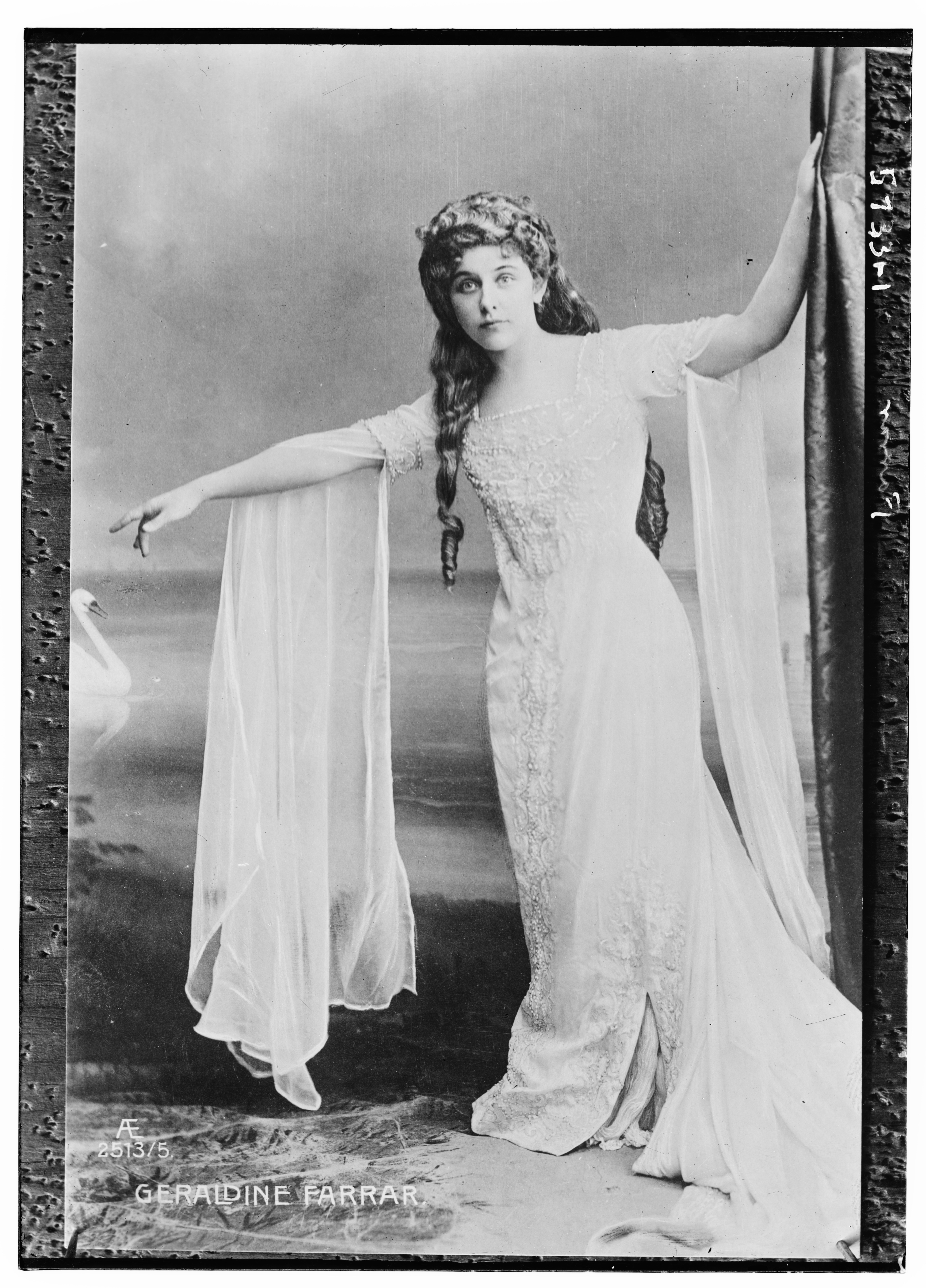
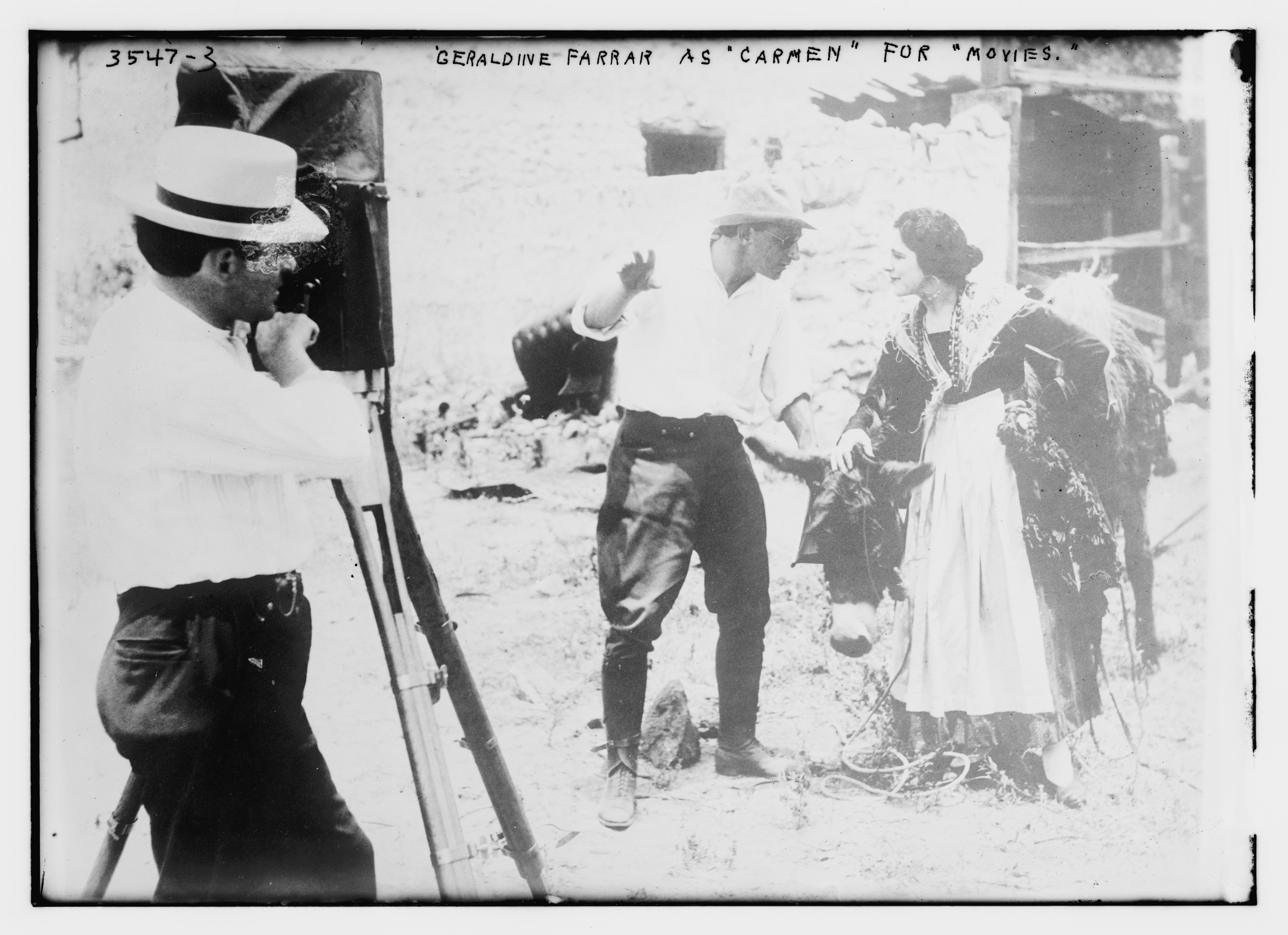
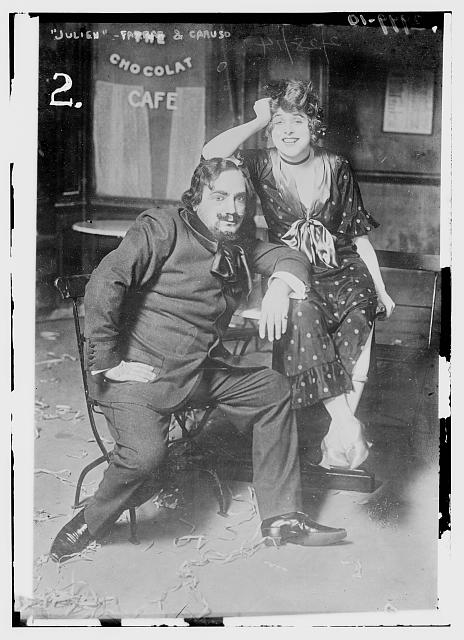
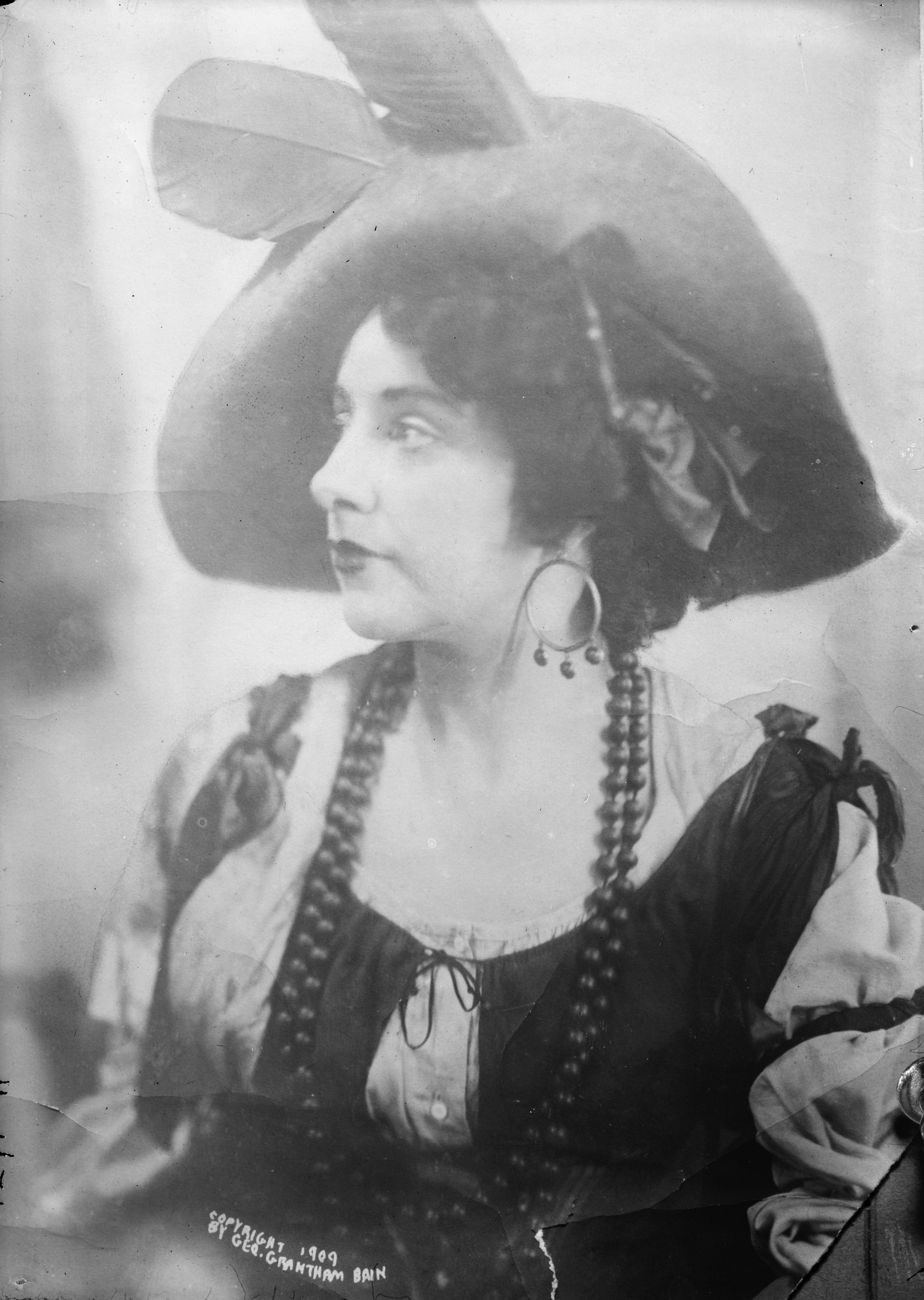
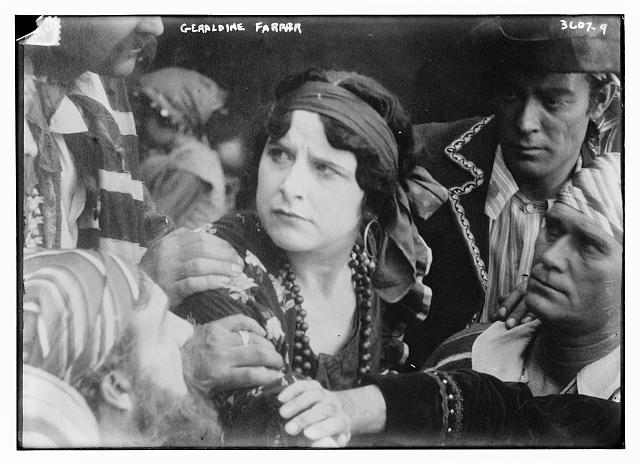
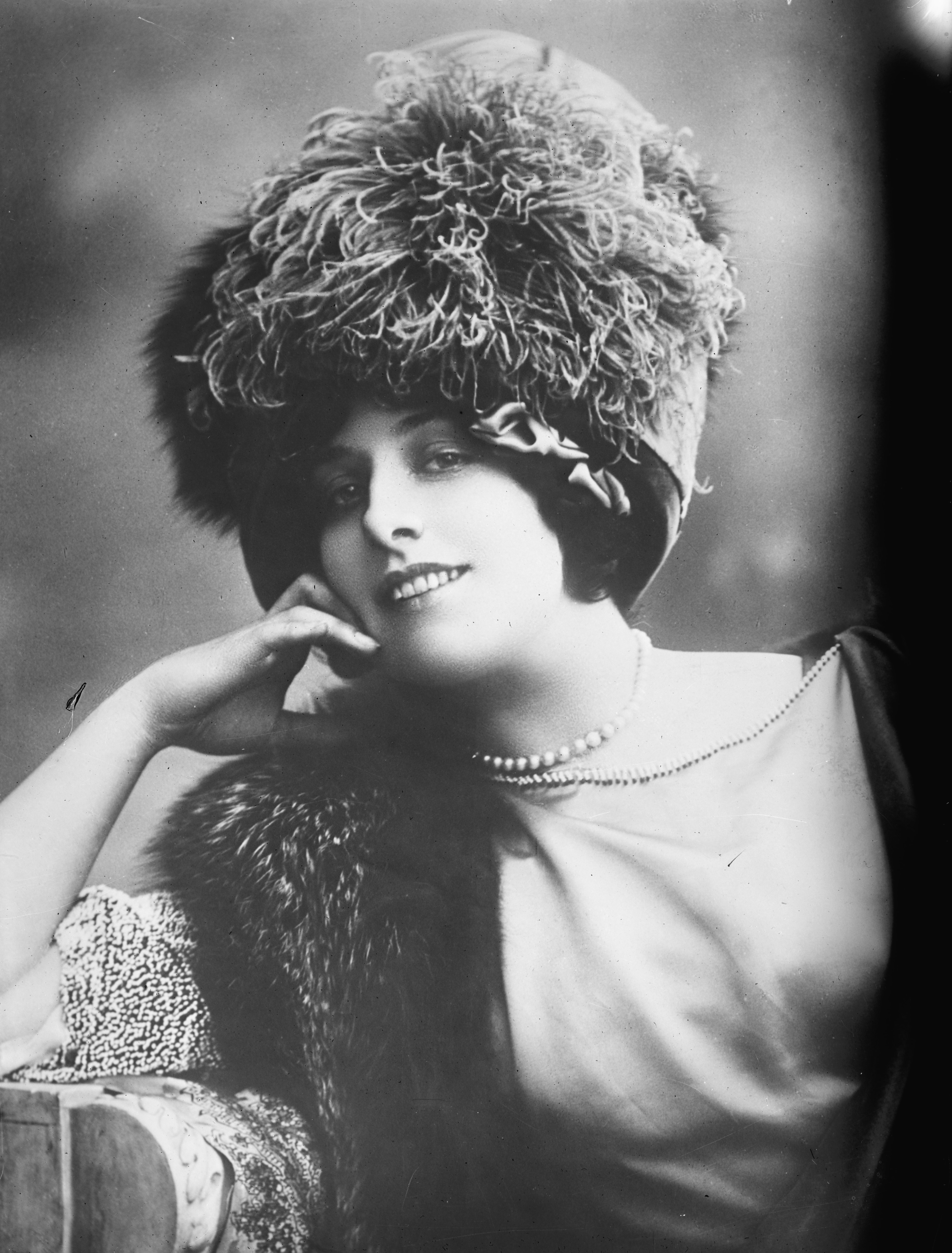
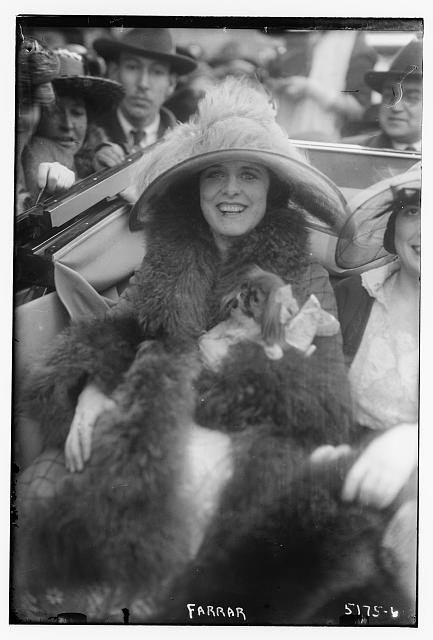